# Olivaint-Konferenz von Belgien

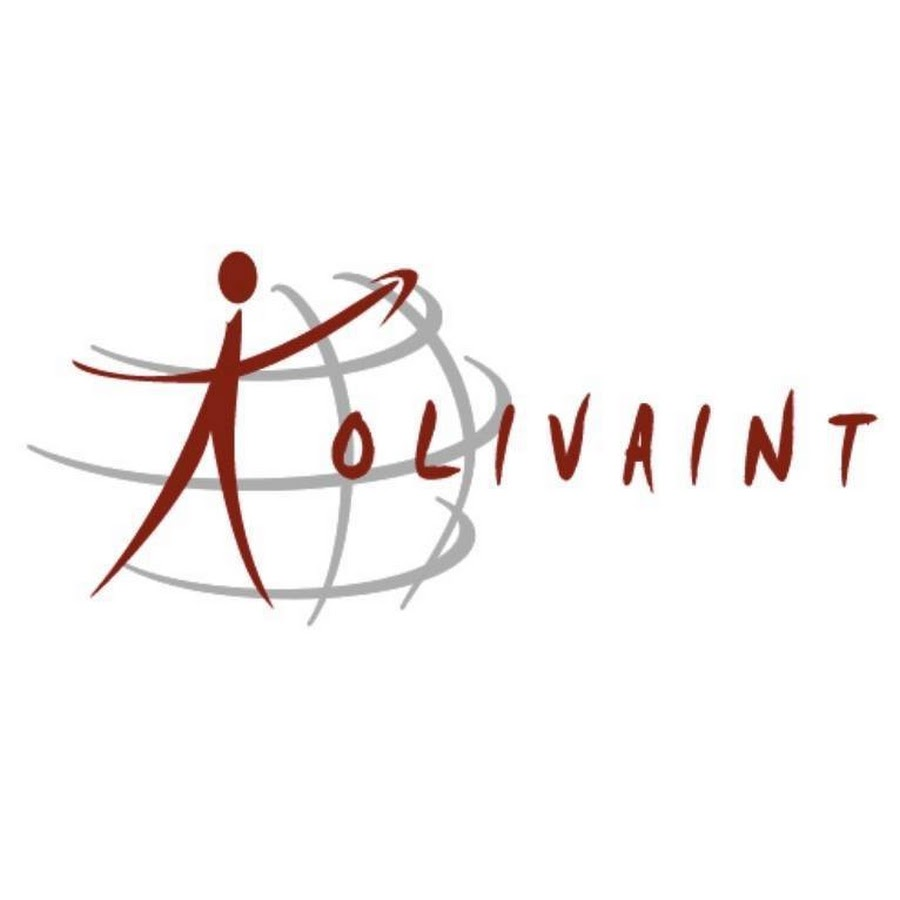

Die Königliche Olivaint-Vereinigung von Belgien V.o.G. ist eine belgische, pluralistische, apolitische und unabhängige Studentenvereinigung für Hochschul- und Universitätsstudenten.
Der Verein wurde im Jahre 1954 gegründet. Sein Slogan lautet: „Regieren verstehen, um regieren zu lernen“. Das Hauptziel besteht darin, junge Erwachsene für die Ausübung ihrer beruflichen Tätigkeiten auf höchster Ebene vorzubereiten. Im Mittelpunkt steht das Übernehmen von Verantwortung im Beruf und das  bürgerschaftlichen Engagement. Der Verein ist parteipolitisch unabhängig.
Mitgliedskandidaten müssen ein Bewerbungsschreiben mit einem Lebenslauf mit Bewerbungsschreiben. Danach findet ein Gespräch mit dem Vorstand des Vereins statt. Die Mitgliederzahl ist auf 50 Studenten pro Jahr begrenzt. Die Mitgliedschaft selber läuft maximal zwei Jahre.
Der Verein arbeitet unter anderem mit der Oxford Union Society zusammen.

## Ehemalige Mitglieder
- Jean-Luc Dehaene[4],  belgischer Premierminister (1992 bis 1999), Mitglied des Europäischen Parlaments.
- François-Xavier de Donnea, ein belgischer Politiker und emeritierter Professor für Wirtschaftswissenschaften.
- Francis Delpérée, belgischer Rechtswissenschaftler und Senator.
- Alexia Bertrand, Ackermans & van Haaren Administrator und Politiker.
- John-Eric Bertrand, CEO Ackermans & van Haaren
- Bernard Lietaer, ein belgischer Finanzexperte[5]
- Renier Nijskens, belgischer Diplomat.